# ARM Mariano Abasolo
ARM Mariano Abasolo, poprzednio USS Marvin Shields – amerykańska fregata typu Knox, służąca w latach 1971–1992 w Marynarce Wojennej USA pod nazwą USS „Marvin Shields” (DE-1066, FF-1066), a od 1998 roku w marynarce Meksyku jako „Mariano Abasolo”. Należy do czterech fregat tego typu przekazanych Meksykowi i znanych tam również jako typ Allende. Nosił numer burtowy E-51, następnie F 212.

## Historia
USS „Marvin Shields” należał do długiej serii 46 okrętów typu Knox, zbudowanych w amerykańskich stoczniach dla United States Navy na przełomie lat 60/70 XX wieku z przeznaczeniem do zwalczania okrętów podwodnych. Początkowo były one klasyfikowane jako eskortowce oceaniczne, a od 1975 roku jako fregaty, stąd okręt początkowo otrzymał numer burtowy DE-1066, zmieniony ostatecznie na FF-1066.
Stępkę pod budowę USS „Marvin Shields” położono 12 kwietnia 1968 roku w stoczni Todd Pacific Shipyards w Seattle. Okręt wodowano 23 października 1969 roku. Wszedł do służby w marynarce USA 10 kwietnia 1971 roku. Otrzymał imię na cześć Marvina Shieldsa, żołnierza Batalionów Budowlanych US Navy (Seabees) odznaczonego pośmiertnie Medalem Honoru za bitwę 10 czerwca 1965 roku pod Đồng Xoài podczas wojny wietnamskiej.

## Opis
Wyporność okrętów typu Knox jest podawana rozbieżnie: 3020 ts w stanie lekkim i 4066 ts pełna lub 3011 ts standardowa i 4260 ts pełna. Długość wynosi 134 m, szerokość 14,3 m, zanurzenie 4,6 m, a maksymalnie 7,8 m z opływką sonaru.
Napęd stanowi jedna turbina parowa z przekładnią Westinghouse o mocy 35 000 shp. Parę zapewniają dwa wodnorurkowe kotły parowe – w przypadku „Marvina Shieldsa”, Combustion Engineering, o ciśnieniu roboczym 84,4 at i temperaturze pary 510° C. Turbina napędza pojedynczą pięciopłatową śrubę o średnicy 4,57 m. Prędkość maksymalna wynosi 27 węzłów. Zapas paliwa płynnego wynosi 715 ton, co pozwala na zasięg 4000 Mm przy prędkości 22 węzły lub 4900 Mm przy 15 w. Okręt ponadto zabiera 35 t paliwa lotniczego.
Załoga fregat typu Knox początkowo liczyła 245 ludzi, w tym 17 oficerów, następnie 283 ludzi, w tym 22 oficerów, a pod koniec służby w USA 288 ludzi, w tym 17 oficerów. W służbie meksykańskiej roczniki flot podają 288 ludzi, w tym 20 oficerów.

### Uzbrojenie i wyposażenie

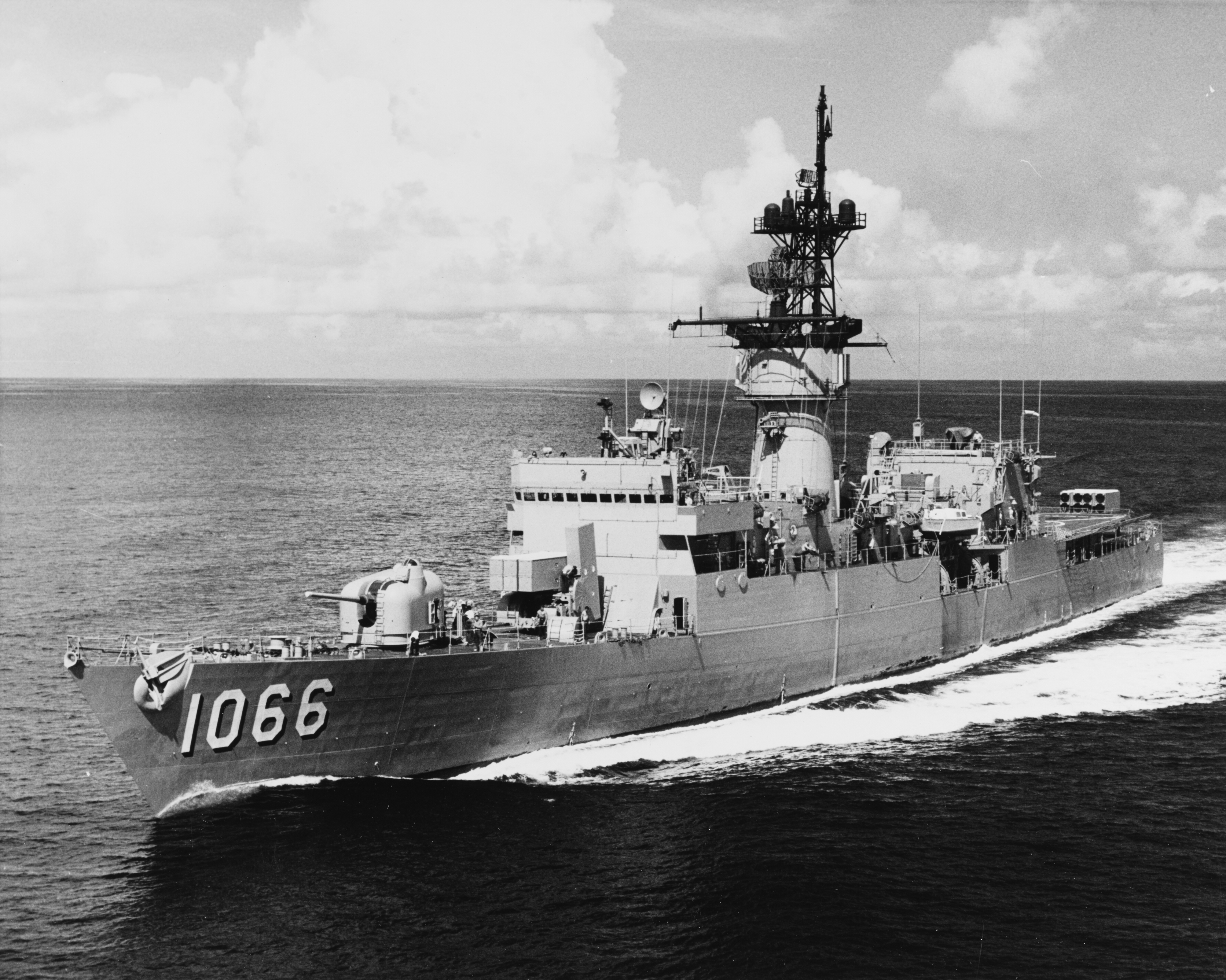
USS „Marvin Shields” na początku służby, w 1972. Widoczna wyrzutnia Sea Sparrow na rufie

Uzbrojenie artyleryjskie składa się z tylko jednej automatycznej armaty uniwersalnej kalibru 127 mm (5 cali) Mk 42 Mod. 9 o długości lufy 54 kalibrów (L/45). Długość lufy wynosi 6858 mm, kąt podniesienia lufy od -10° do +85°, a prędkość podniesienia 25°/s. Armata strzela pociskami o masie 31,75 kg z maksymalną prędkością wylotową 807 m/s. Donośność sięga 23 700 m, a do celów powietrznych 14 800 m. Zapas amunicji wynosi 600 pocisków. Szybkostrzelność wynosi do 20 strzałów na minutę. Armata jest zdalnie kierowana, a rezerwowo można prowadzić ogień do celów morskich z wieży.
Zasadniczym uzbrojeniem okrętów służącym do zwalczania okrętów podwodnych jest ośmioprowadnicowa kontenerowa obrotowa wyrzutnia Mk 16 rakietotorped RUR-5 ASROC, umieszczona między wieżą działa a nadbudówką. Wystrzeliwała rakietotorpedy przenoszące samonaprowadzające się torpedy Mk 44 Mod. 1, Mk 46 Mod. 2 lub Mk 46 Mod. 5, a w końcowym okresie służby tylko te ostatnie. Zasięg strzału wynosił do 9,1 lub 14 km (według innych źródeł, do 10 km). Zapas amunicji wynosi 16 rakietotorped. Dwie prowadnice następnie dostosowano do odpalania pocisków przeciwokrętowych RGM-84 Harpoon o zasięgu do 130 km (nie są używane w służbie meksykańskiej). Uzbrojenie przeciwpodwodne uzupełniają cztery stałe wyrzutnie lekkich torped kalibru 324 mm w ścianach nadbudówki na śródokręciu, strzelające po dwie na każdą z burt. Okręty przenoszą 22 torpedy Mk 46 Mod. 5.
„Marvin Shields” należał do 31 okrętów typu Knox, które zostały dozbrojone między 1971 a 1975 rokiem w ośmioprowadnicową kontenerową wyrzutnię Mk 25 BPDMS pocisków przeciwlotniczych bliskiego zasięgu RIM-7 Sea Sparrow na rufie. Zasięg pocisków wynosił do 18,5 km. Można było używać pocisków do wersji RIM-7G. Między 1982 a 1988 rokiem wyrzutnia Sea Sparrow została jednak zdemontowana i zastąpiona przez zestaw artyleryjski obrony bezpośredniej Phalanx CIWS, z działkiem sześciolufowym kalibru 20 mm i integralnym radarem. Przed przekazaniem okrętu Meksykowi został on jednak również zdemontowany i nie zainstalowano niczego w zamian.
Wyposażenie lotnicze fregat typu Knox początkowo stanowiły bezzałogowe śmigłowce do zwalczania okrętów podwodnych QH-50 DASH, lecz okazały się nieudane. Po modernizacji, począwszy od 1973 roku używane były na nich pojedyncze śmigłowce do zwalczania okrętów podwodnych SH-2F Seasprite LAMPS, przenoszące radar, detektor anomalii magnetycznych, boje sonarowe i dwie lekkie torpedy. W służbie meksykańskiej wyposażenie stanowi lekki śmigłowiec patrolowy Bo 105CB, wyposażony w radar i uzbrojony jedynie w karabiny maszynowe lub niekierowane pociski rakietowe.
„Marvin Shields” należał do grupy okrętów tego typu, które otrzymały sonar SQS-35.

## Służba

### US Navy

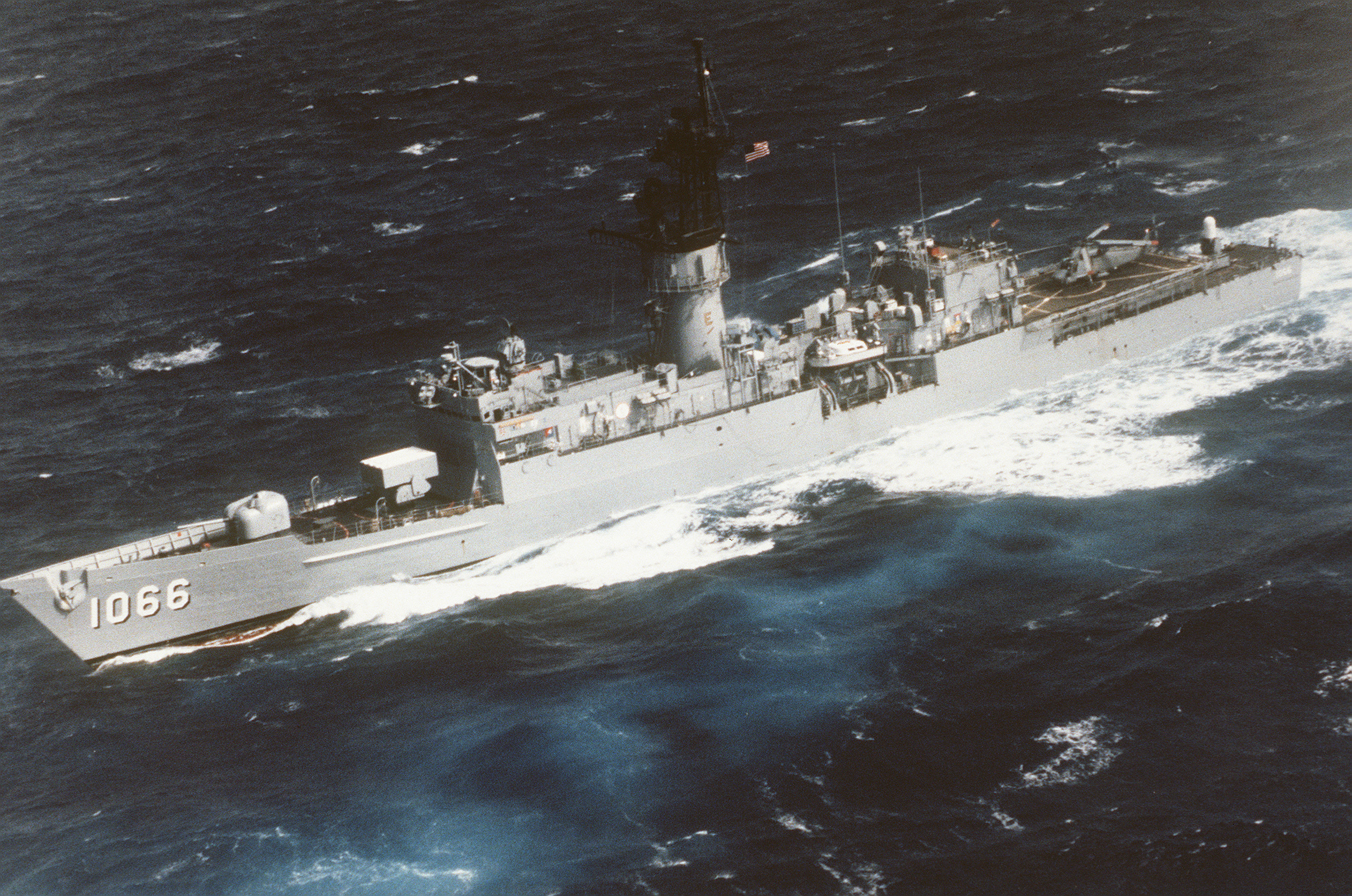
USS „Marvin Shields” w grudniu 1988. Widoczny zestaw Phalanx CIWS na rufie

„Marvin Shields” został wycofany ze służby w US Navy 2 lipca 1992 roku. Pozostawał następnie w rezerwie (US Navy Reserve). 29 stycznia 1997 roku fregata została przekazana marynarce Meksyku, wraz z bliźniaczą USS „Stein” (FF-1065).

### Służba w Meksyku
Razem z bliźniaczą „Stein”, fregata przybyła do Meksyku 16 sierpnia 1997 roku, po czym po naprawach weszła do służby 23 listopada 1998 roku. Otrzymała nazwę „Mariano Abasolo” na cześć meksykańskiego rewolucjonisty i numer burtowy E-51, w 2001 roku zmieniony na F 212. Bazowała w Tuxpan. Okręty typu Knox w marynarce Meksyku są określane również jako typ Allende. W Meksyku okręty nie używają pocisków przeciwokrętowych Harpoon i są wyposażone w śmigłowiec Bo 105CB. W 2016 roku fregata znajdowała się w służbie.